# Kroke

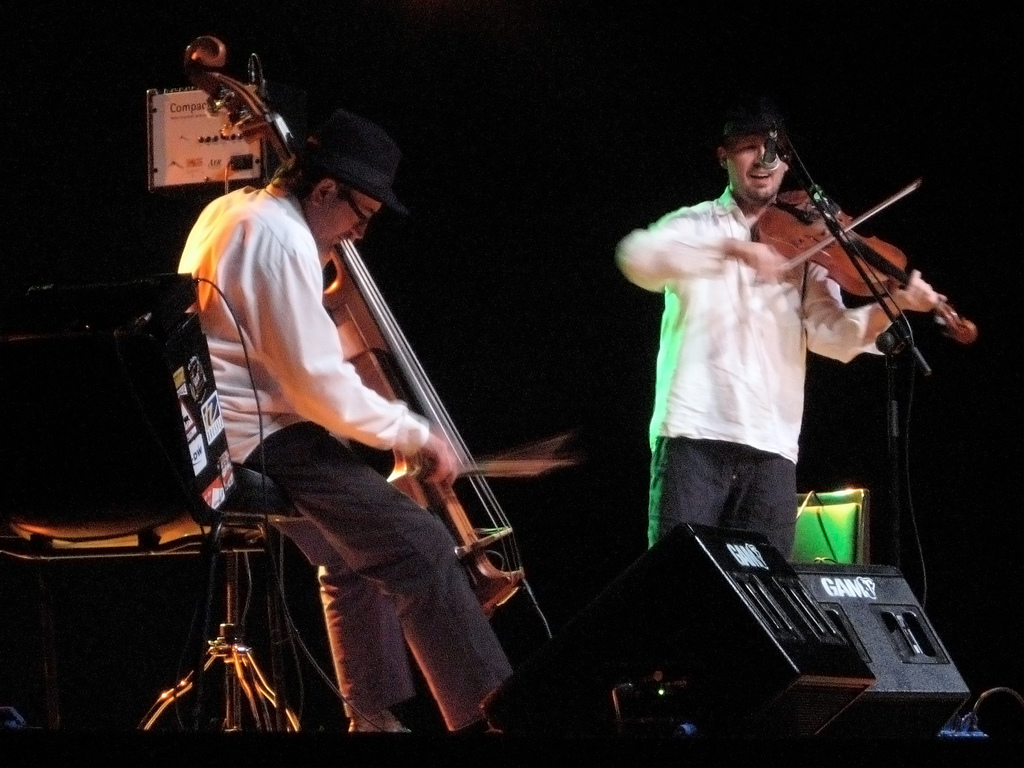
Kroke in 2009

Kroke (Jiddisch voor Krakau (קראקע)) is een in 1992 in Krakau (Polen) opgericht trio met de leden Tomasz Lato (contrabas), Tomasz Kukurba (viool), en Jerzy Bawoł (accordeon) die al vanaf hun jeugd bevriend zijn en alle drie zijn afgestudeerd aan de muziekacademie van Krakau. Kroke is weliswaar vooral bekend als klezmerband maar maakt en speelt ook oorspronkelijke composities met authentieke versieringen, met modi en toonladders uit klezmer en Sefardische muziek, met als resultaat muziek die eigentijds en Joods klinkt. Het trio werkt samen met tal van artiesten, bijvoorbeeld met de violist Nigel Kennedy, met wie ze het album East meets East hebben opgenomen. In 2003 werd Kroke een kwartet toen de percussionist Tomasz Grochot toetrad.

## Discografie
- Trio - Klezmer Acoustic Music (Oriente 1996)
- Eden (Oriente 1997)
- Live at The Pit (Oriente 1998)
- Sounds of the Vanishing World (Oriente 1999)
- Ten Pieces to Save the World (Oriente 2003)
- East meets east (EMI 2003)
- Quartet - Live At Home (Oriente 2004)
- Seventh Trip (Oriente 2007)
- Śpiewam życie - I Sing Life, met Edyta Geppert (Oriente 2007)
- Out of Sight (Oriente 2009)
- Feelharmony (EMI 2012)
- Ten (Oriente 2014)
- Cabaret of Death: Music for a Film (Oriente 2015)